# Edith Wolf
Edith Hunkeler, coniugata Wolf (Altishofen, 30 luglio 1972), è un'ex atleta paralimpica svizzera.
Ha gareggiato nella corsa con la carrozzina sia ai Giochi paralimpici che ai Mondiali di atletica leggera paralimpica. Detiente otto titoli in otto grandi maratone avendo vinto la corsa in carrozzina femminile alla maratona di Berlino (2011), alla maratona di Boston (2002 e 2006) e alla maratona di New York (2004, 2005, 2007, 2008 e 2009).

## Biografia
Edith Hunkeler è diventata paraplegica all'età di 22 anni a seguito di un incidente stradale. Due anni dopo, è diventata atleta in carrozzina.
Ai Giochi olimpici di Atene 2004, Wolf ha partecipato alla gara dimostrativa di corsa in carrozzina femminile sugli 800 metri, in cui è giunta sesta. Vinse due medaglie d'argento ai Giochi paralimpici di Atene 2004 nelle gare dei 1500 metri e 5000 metri della categoria T54.
Nelle successive Paralimpiadi di Pechino 2008, vinse la medaglia di bronzo nei 1500 metri e una medaglia d'oro nella maratona. Giunse alla finale dei 5000 metri, ma poco prima della fine ha causato un incidente ed è stata squalificata dalla ripetizione della finale. Alle Paralimpiadi di Londra 2012 vinse ben quattro medaglie: l'oro nei 5000 metri, l'argento negli 800 metri e nei 1500 metri, e il bronzo nei 400 metri.
Oltre ai successi paralimpici, Edith Wolf ha ottenuto medaglie anche ai Mondiali e agli Europei paralimpici.

## Palmarès
| Anno | Manifestazione     | Sede    | Evento           | Risultato | Prestazione | Note               |
| ---- | ------------------ | ------- | ---------------- | --------- | ----------- | ------------------ |
| 2004 | Giochi paralimpici | Atene   | 1500 m piani T54 | Argento   | 3'28"48     |                    |
| 2004 | Giochi paralimpici | Atene   | 5000 m piani T54 | Argento   | 11'59"69    |                    |
| 2008 | Giochi paralimpici | Pechino | 1500 m piani T54 | Bronzo    | 3'41"03     |                    |
| 2008 | Giochi paralimpici | Pechino | Maratona T54     | Oro       | 1h39'59"    | Record paralimpico |
| 2012 | Giochi paralimpici | Londra  | 400 m piani T54  | Bronzo    | 56"25       |                    |
| 2012 | Giochi paralimpici | Londra  | 800 m piani T54  | Argento   | 1'49"87     |                    |
| 2012 | Giochi paralimpici | Londra  | 1500 m piani T54 | Argento   | 3'36"78     |                    |
| 2012 | Giochi paralimpici | Londra  | 5000 m piani T54 | Oro       | 12'27"87    |                    |